# Raimond Ier

Raimond Ier, moine de Saint-Victor, fut évêque de Marseille de 1073 à 1122.

## Biographie
Raimond Ier était un moine de Saint-Victor qui fut élu évêque de Marseille par les chanoines après le décès de Pons II survenu en 1073. Après trois évêques de la famille des vicomtes de Marseille, c’était le premier évêque qui n’en faisait pas partie. Son surnom de Raimond « de vie éternelle » atteste non seulement de la sainteté du personnage mais également de son origine modeste.
Cette non-appartenance à la famille vicomtale de Marseille lui causa de nombreux problèmes avec celle-ci. Dès la nomination de Raimond Ier, Pons de Peynier, neveu de l’évêque décédé, conteste divers droits que l’évêque possède en vertu du partage de 1069 qui a entériné une division de la ville de Marseille entre l’évêque et les vicomtes. Il s’ensuit un long conflit au cours duquel Pons de Peynier sera emprisonné deux fois.
Un accord finit cependant par être trouvé en 1119 grâce à l’arbitrage d’Atton, archevêque d’Arles, désigné par le pape Gélase II. Une délimitation est acceptée entre la ville épiscopale et la ville vicomtale. Les vicomtes conservaient toute la partie sud des hauteurs de Marseille et la partie est tandis qu’à l’évêque était attribuée la partie comprise au nord et à l’ouest de la place de Lenche. En 1121, Pons de Peynier reconnaît tenir la ville d’Aubagne de l’Église de Marseille : l’évêque est son suzerain.
Vers 1121, après la restitution à l’évêque de la ville haute et des domaines de la ville d’Aubagne, de Saint-Marcel et du Beausset, Raimond Ier aurait absous Pons de Peynier et son épouse qui avaient été excommuniés. À cette même date, peu de temps avant sa mort, Raimond Ier fait édifier un palais épiscopal qui se trouvait près de l’actuel boulevard des Dames. Il fut un homme de grande religion, un moine qui a continué de vivre en moine après son élection à l’épiscopat de Marseille.